# Mariä Himmelfahrt (Salmdorf)

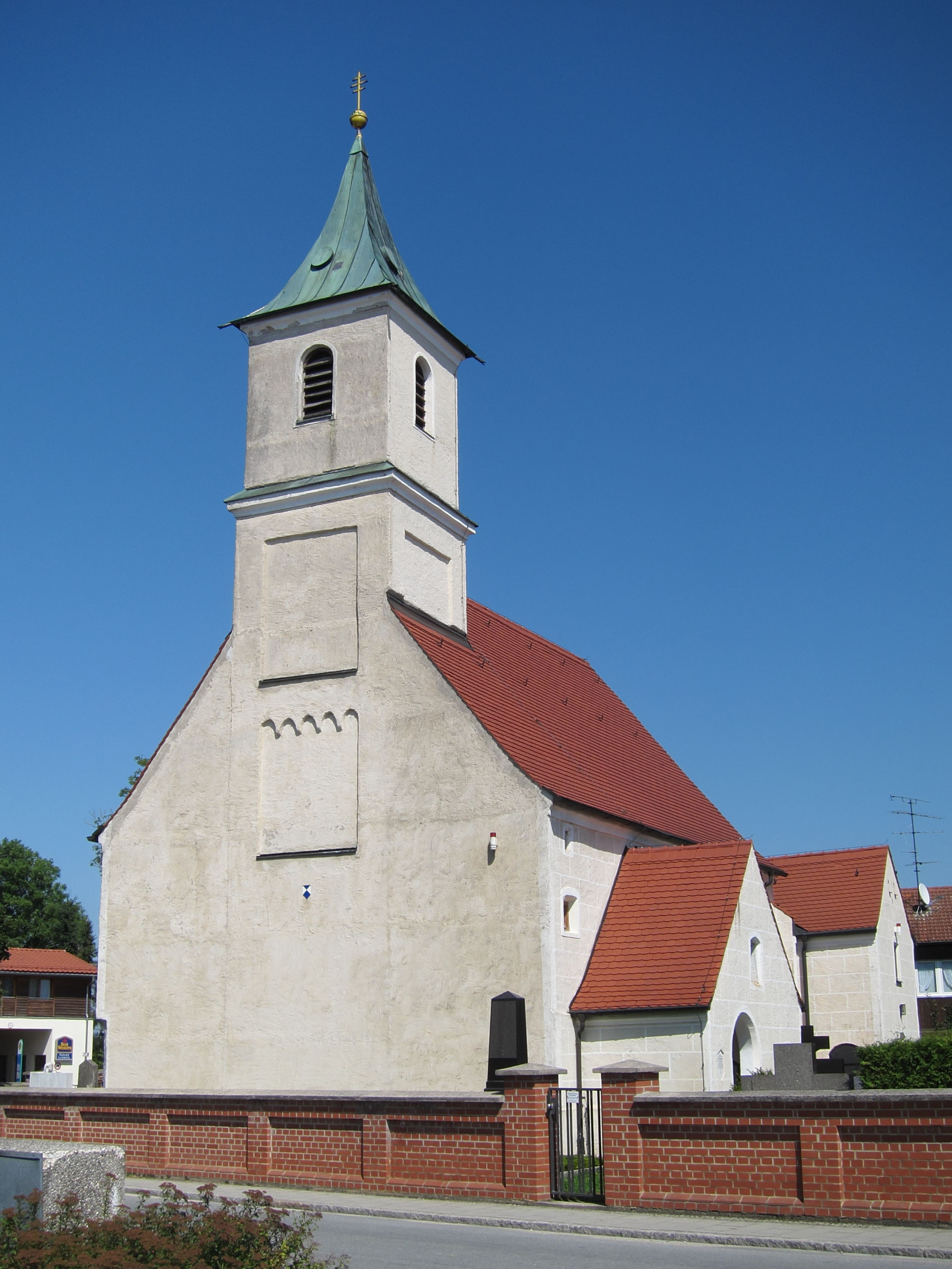
Mariä Himmelfahrt in Salmdorf

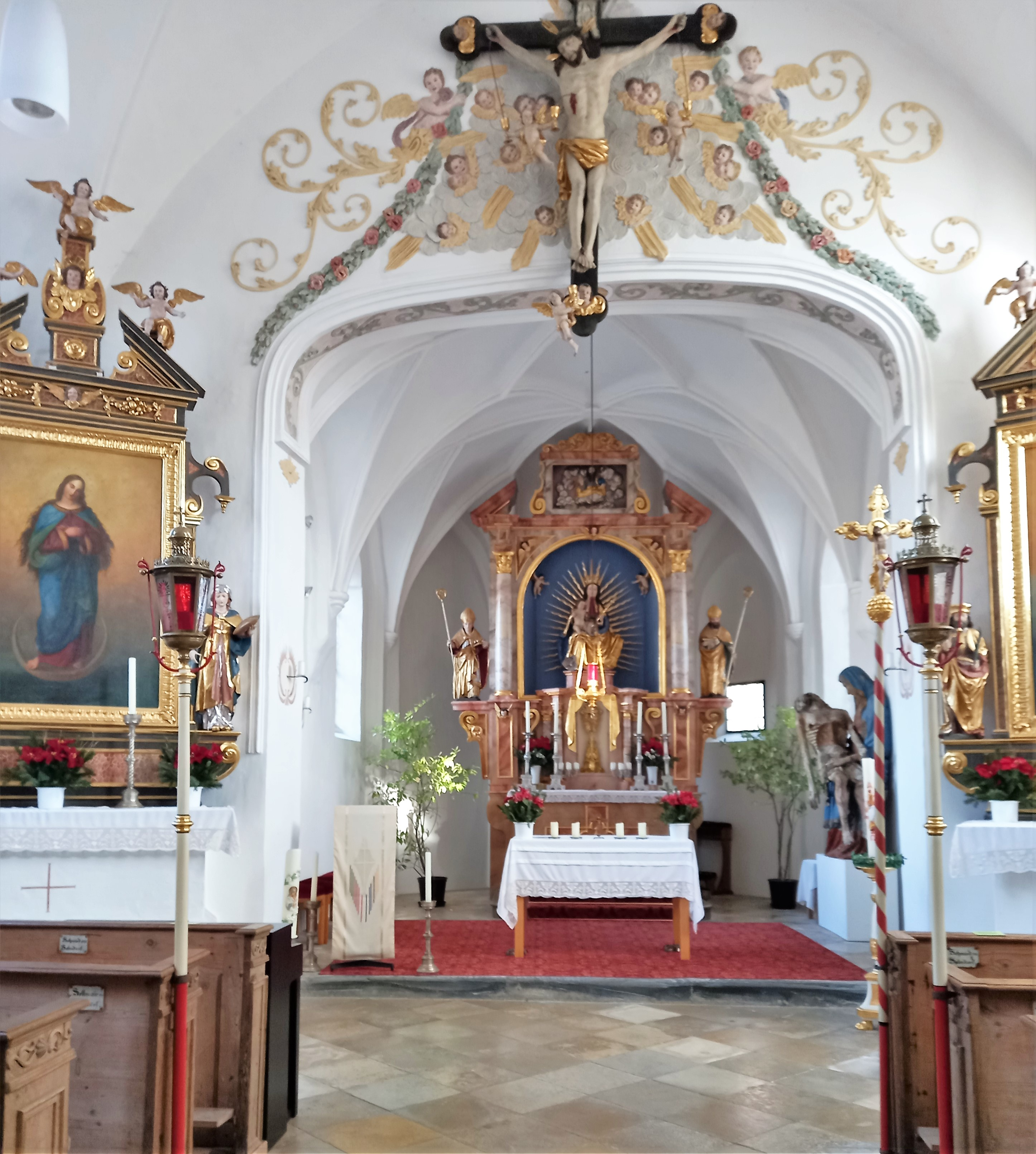
Innenraum

Die römisch-katholische Filialkirche Mariä Himmelfahrt steht in Salmdorf, einem Gemeindeteil von Haar im oberbayerischen Landkreis München. Sie ist in der Liste der Baudenkmäler in Haar als Baudenkmal unter der Nr. D-1-84-123-17 eingetragen. Die Kirche gehört zum Dekanat München-Nordost im Erzbistum München und Freising.

## Beschreibung
Die spätgotische Saalkirche wurde Ende des 15. Jahrhunderts erbaut und 1616 sowie im 18. Jahrhundert verändert. Sie besteht aus dem von Strebepfeilern gestützten Langhaus, dem eingezogenen Chor mit Fünfachtelschluss im Osten, der Sakristei mit einem Oratorium im Obergeschoss an der Südwand des Chors, einem Vorbau vor dem Portal an der Südwand des Langhauses und dem im Westen in das Langhaus eingestellten Kirchturm auf quadratischem Grundriss. Das oberste Geschoss des mit einem geschwungenen Pyramidendach bedeckten Turms enthält den Glockenstuhl.
Der Innenraum des Langhauses ist mit einem Stichkappengewölbe überspannt, der des Chors mit einem Sterngewölbe. Der Raum im Erdgeschosses des Kirchturms besitzt ein Kreuzgratgewölbe. Über dem Chorbogen hängt ein großes Kruzifix. Vor dem Altarretabel des Hochaltars steht ein Marienbildnis als Skulptur. Auf der Brüstung der Empore, auf der die Orgel steht, sind die vier Evangelisten und die Kirchenväter abgebildet.

## Orgel

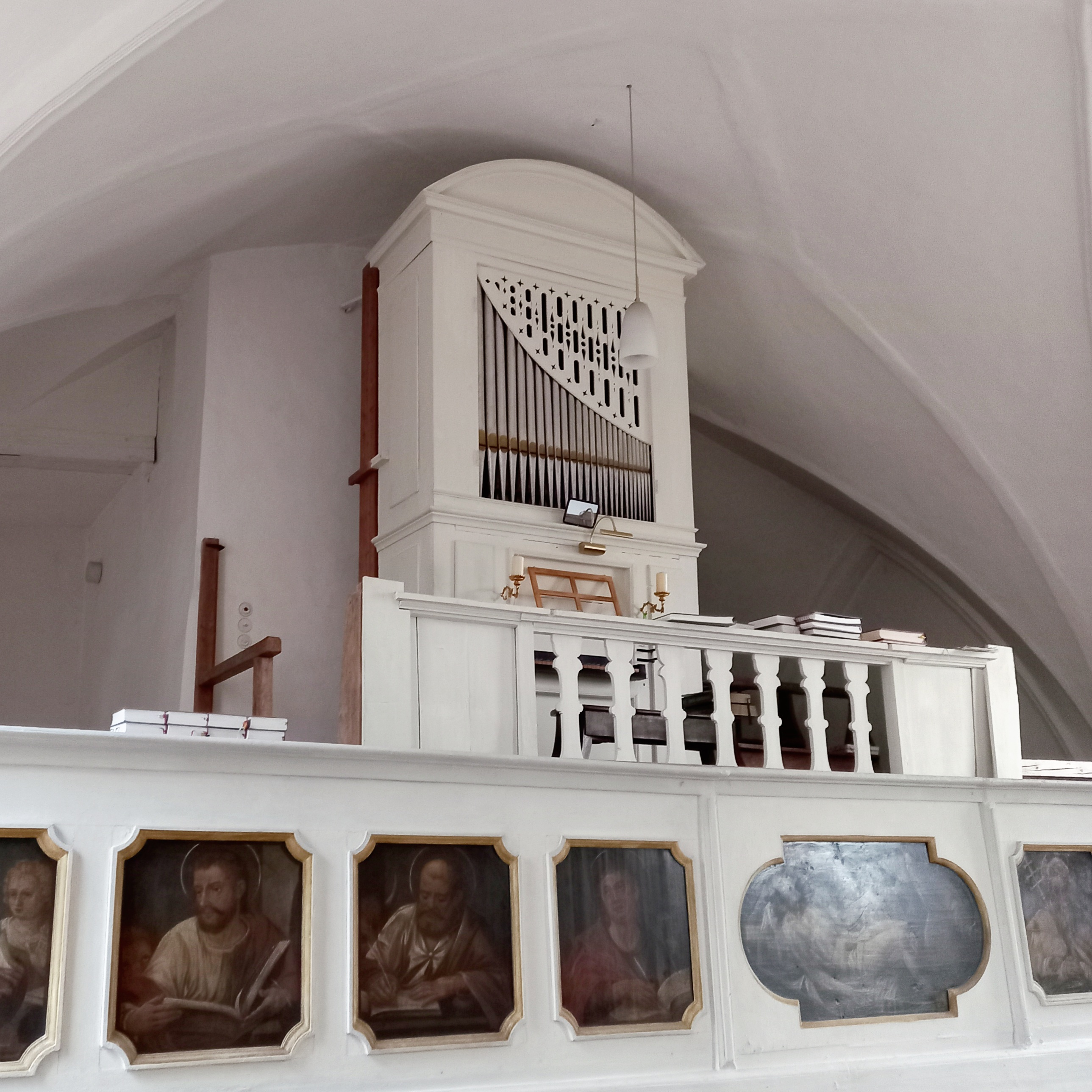
Orgel

Die Orgel mit sechs Registern auf einem Manual und Pedal wurde 1839 von Josef Wagner erbaut. 1916 baute die Firma Behler & Waldenmaier das Schleifladeninstrument weitgreifend um. Vermutlich erhielt es dabei den eigenständigen Subbaß 16′ und erhielt damals oder später eine optische Veränderung. Die Disposition lautet:
| Manual C, F-c3 |    |
| Coppel         | 8′ |
| Prinzipal      | 4′ |
| Flöte          | 4′ |
| Oktave         | 2′ |
| Mixtur         |    |

| Pedal C, F-a0 |     |
| Subbaß        | 16′ |

- Koppel: Pedal fest angehängt